# Planispectrum

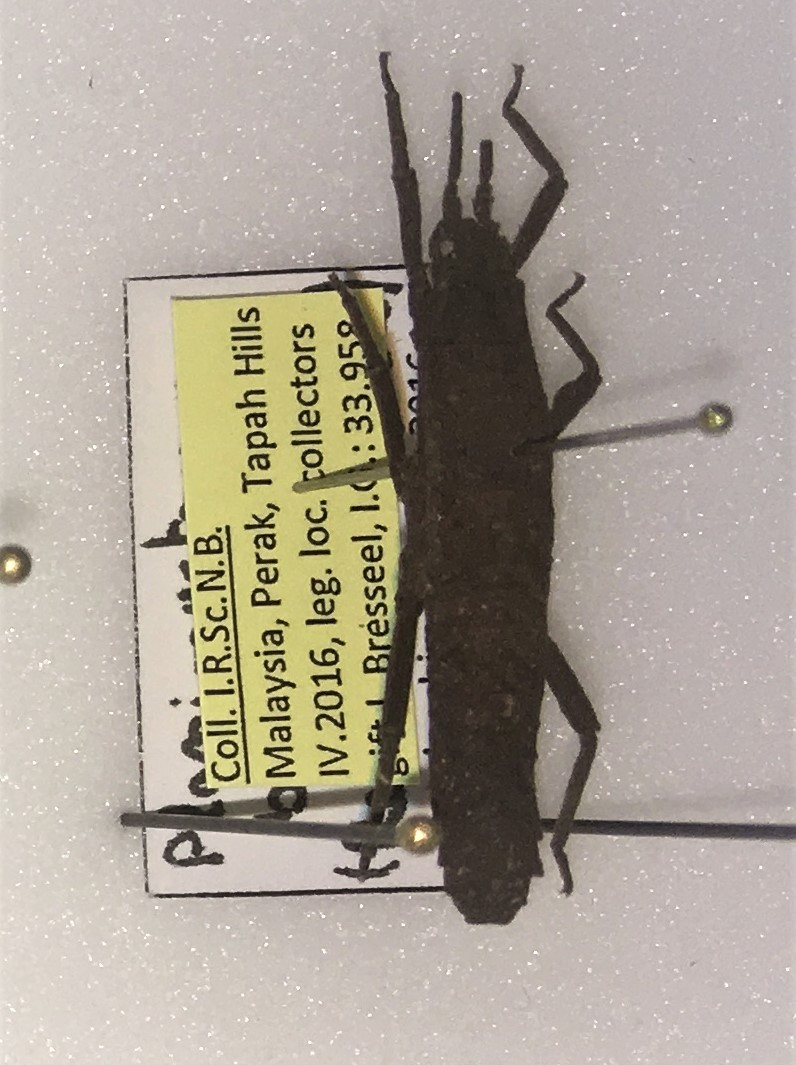
Planispectrum bengalense, Weibchen

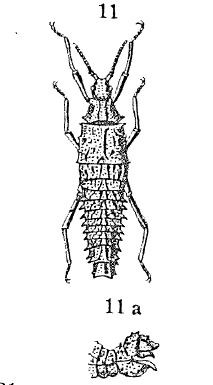
Planispectrum cochinchinense aus Redtenbacher 1906

Die Gattung Planispectrum (Syn. Platymorpha und Platyphasma) vereint sehr kleine und kompakte Gespenstschrecken-Arten aus Südostasien.

## Merkmale
Planispectrum gilt als kleinste Gattung der Dataminae. Die Männchen der bisher bekannten Arten erreichen Längen von 18,5 bis 26,4 mm, die Weibchen werden 23,6 bis 30,9 mm lang. Neben der geringen Größe sind der flache Körper und die sehr kurzen Fühler, die kaum länger als die Schenkel der Vorderbeine sind, charakteristisch für die Gattung. Bei allen Arten sind die Fühler kürzer als die Beine insgesamt. Das erste Fühlersegment (Scapus) ist stets gezähnt. Auf dem Scheitel des Kopfes sind Tuberkel oder Zähnchen erkennbar. Das Pronotum ist trapezförmig nach hinten erweitert. Das Metanotum ist eckig. Die Ränder von Thorax und Abdomen können gezähnt sein. Die Metapleuren haben keine Stacheln. Die Abdominalsegmente sind sehr kurz und breit. Die ventrale Subgenitalplatte der Weibchen ist stumpf und nicht länger als das dorsal gelegene Operculum. Selbiges ist geschwollen und abgerundet. Es zeigt am Ende eine abgerundete Lippe. Die Beine sind sehr kurz und haben keine Zähne oder Dornen.

## Verbreitung und Lebensweise
Das Verbreitungsgebiet der Gattung erstreckt sich von Südchina und Hongkong über Vietnam, die Malaiische Halbinsel, Singapur, Sumatra und Borneo bis Java. Die Vertreter der Gattung gelten als extrem schwer zu finden und leben in unmittelbarer Bodennähe, wo sie sich meist unter am Boden liegendem Laub verstecken. Lediglich nach starkem Regen klettern sie ins Gebüsch, um dem Wasser zu entgehen.

## Systematik
Bereits 1906 beschrieb Josef Redtenbacher mit Platymorpha cochinchinensis und Platymorpha bengalensis die ersten beiden Arten der heute in Planispectrum geführten Arten in einer eigens für diese aufgestellten Gattung. Da es sich bei Platymorpha um eine bereits 1888 beschriebene Gattung der Blattkäfer (Chrysomelidae) handelt, benannten James Abram Garfield Rehn und John W. H. Rehn die Gattung  1939 neu als Planispectrum. Platymorpha ist bezogen auf Gespenstschrecken somit ein Seniorsynonym zu Planispectrum. Als Typusart wurde von ihnen Planispectrum cochinchinensis (2004 korrigiert zu Planispectrum cochinchinense) festgelegt. Auch der russische Entomologe Boris Petrovitch Uvarov bemerkte die Synonymie von Platymorpha. In Unkenntnis der schon erfolgten Umbenennung durch Rehn und Rehn benannte er die Gattung 1940 in Platyphasma um. Dieser Name ist somit ein Juniorsynonym zum älteren Namen Planispectrum. Eine ebenfalls 1906 von Redtenbacher als Datames pusillus beschriebene Art wurden 2004 von Oliver Zompro in die Gattung Planispectrum überstellt. Außerdem beschrieb Zompro drei weitere Arten. Zwei davon anhand relativ frisch gesammelten Materials und die dritte (Planispectrum javanense) nach Untersuchung des Typusmaterials von Planispectrum bengalense anhand eines Paralectotypus. Als letzte Art wurde Planispectrum hainanense 2008 zunächst in der Gattung Pylaemenes beschrieben. Sie wurde 2013 von George Ho Wai-Chun in Planispectrum überstellt.
Gültige Arten sind:
- - Planispectrum bakiense Zompro, 1998
  - Planispectrum bengalense (Redtenbacher, 1906)
  - Planispectrum cochinchinense (Redtenbacher, 1906)
  - Planispectrum hainanense (Chen & He, 2008)
  - Planispectrum hongkongense Zompro, 2004
  - Planispectrum javanense Zompro, 2004
  - Planispectrum pusillum (Redtenbacher, 1906)

In ihrer 2021 veröffentlichten, vor allem auf Molekulargenetik basierenden Arbeit zur Ausbreitung und den Verwandtschaftsverhältnissen innerhalb der Heteropterygidae untersuchten Sarah Bank et al. mit Planispectrum bengalensis auch eine Art dieser Gattung.
In der Unterfamilie Dataminae bildet die Gattung danach eine Schwestergruppe mit einer aus den Gattungen Pylaemenes und Orestes gebildeten Klade.

## Terraristik
Seit 2020 ist als erster Vertreter der Gattung  ein parthenogenetischer Stamm von Planispectrum hongkongense in den Terrarien der europäischen Liebhaber in Zucht. Dieser geht auf ein Weibchen zurück, welches im Southern District von Hongkong am 20. November 2019 gesammelt worden ist. Der Zuchtstamm wird nach seinem genauen Fundort als Planispectrum hongkongense 'Tai Tam' bezeichnet und gilt als einfach zu halten und zu vermehren.